# سوسیالیسم زرد
سوسیالیسم زرد یک سیستم اقتصادی بود که در سال ۱۹۰۲ توسط پیر بیتری پیشنهاد شد و به عنوان جایگزینی برای «سوسیالیسم سرخ» که در مارکسیسم طرفداران بسیاری داشت، مطرح گردید. سوسیالیسم زرد تا جنگ جهانی اول برجسته بود و بر سر حمایت از کارگران، با مارکسیسم رقابت می‌کرد. «سوسیالیسم زرد» همچنین اصطلاحی بود که طرفداران مارکسیسم از آن برای نامیدن همه سوسیالیست‌های غیر مارکسیست سوءاستفاده می‌کردند.
پس از جنگ جهانی اول، اصطلاح «سوسیالیسم زرد» برافتاد.

## تعریف
بیتری می‌پنداشت کارگران می‌توانند اتحادیه‌هایی را سازمان دهند که به‌طور موازی با گروهی از مشاغل کار کنند (ساختاری مشابه شرکت‌های بزرگ). کارگران با مذاکره بین هر اتحادیه و گروه بازرگانی مربوطه سهم بیشتری از سود شرکت را به دست می‌آورند. این سامانه می‌بایست تحت قدرت یک کشور مستبد و قوی وجود می‌داشت.